# Jednorożec (village)
Pour les articles homonymes, voir Jednorożec.
Jednorożec (prononciation : [jɛdnɔˈrɔʐɛt͡s]) est un village polonais de la gmina de Jednorożec dans le powiat de Przasnysz de la voïvodie de Mazovie dans le centre-est de la Pologne.
Le village est le siège administratif (chef-lieu) de la gmina appelée gmina de Jednorożec.
Il se situe à environ 8 km au nord-est de Przasnysz (siège du powiat) et à 102 km au nord de Varsovie (capitale de la Pologne).
Le village compte approximativement une population de 1 800 habitants en 2006.

## Histoire
De 1975 à 1998, le village appartenait administrativement à la voïvodie d'Ostrołęka.